# Нук, Роберт
Ро́берт Нук (нем. Robert Nuck; 6 января 1983, Радебойль) — немецкий гребец-каноист, выступает за сборную Германии начиная с 2005 года. Трёхкратный чемпион мира, трёхкратный чемпион Европы, многократный победитель и призёр первенств национального значения.

## Биография
Роберт Нук родился 6 января 1983 года в городе Радебойле, федеральная земля Саксония. Активно заниматься греблей начал в возрасте девяти лет, проходил подготовку в спортивном клубе при Германской академии физической культуры в Лейпциге, тренировался под руководством известного специалиста Кая Веселого. На юниорском уровне первую значимую победу одержал в 1999 году, заслужив звание чемпиона мира.
На взрослом международном уровне первого серьёзного успеха добился в сезоне 2005 года, когда попал в основной состав немецкой национальной сборной и побывал на чемпионате мира в хорватском Загребе, откуда привёз награду бронзового достоинства, выигранную в зачёте четырёхместных экипажей на дистанции 1000 метров. Не менее успешно выступил и на чемпионате Европы в польской Познани, трижды поднимался на пьедестал почёта, в том числе заслужил звание чемпиона в километровой дисциплине четвёрок.
Год спустя на мировом первенстве в венгерском Сегеде вместе со своим напарником Штефаном Хольцем взял серебро в полукилометровой гонке каноэ-двоек и завоевал золотую медаль на километре в четвёрках, при этом его партнёрами помимо Хольца были Штефан Бройинг и Томас Люк. Ещё через год на аналогичных соревнованиях в Дуйсбурге получил в тех же дисциплинах серебряные медали. На чемпионате Европы в чешском Рачице стал двукратным чемпионом, одержав победу в четвёрках на километре, и, кроме того, стал серебряным призёром в двойках на пятистах метрах, после чего в испанской Понтеведре был бронзовым призёром в дисциплине C-4 500 м.
В 2009 году на чемпионате мира в канадском Дартмуте Нук совместно с Хольцем завоевал титул чемпиона на пятистах метрах и взял бронзу на двухстах, проиграв в этой дисциплине экипажам из Литвы и России. В то время как на европейском первенстве в Бранденбурге пополнил медальную коллекцию сразу тремя наградами разного достоинства: удостоился бронзовой в двойках на двухстах метрах, золотой в двойках на пятистах метрах и серебряной в эстафете C-1 4 × 200 м. Пробовал пройти отбор на Олимпийские игры в Лондон, но не смог этого сделать, в конкурентной борьбе уступил молодым гребцам Курту Кушеле и Петеру Кречмеру, которые в итоге стали чемпионами. 
На домашнем чемпионате мира 2013 года в Дуйсбурге Нук вместе с Хольцем добавили в послужной список золото в двойках на двухсотметровой дистанции, а также серебро в эстафете — при участии Штефана Курая и Себастьяна Бренделя они опередили всех спортсменов кроме российских. На чемпионате Европы в португальском Монтемор-у-Велью при этом была только одна бронзовая медаль, в двойках на дистанции 200 метров. В 2014 году на мировом первенстве в Москве Нук и Хольц пытались защитить своё чемпионское звание на двухстах метрах, однако на сей раз расположились в итоговом протоколе на второй позиции, уступив лидерство хозяевам соревнований Алексею Коровашкову и Ивану Штылю. С тем же результатом для них закончился и чемпионат Европы в Бранденбурге.